# Olympische Sommerspiele 2012/Segeln – Kielboot (3 Personen)
Der Segelwettbewerb im Elliott 6 m (im englischen three person keelboat) bei den Olympischen Sommerspielen 2012 in London wurde vom 29. Juli bis zum 1. August in der Weymouth and Portland National Sailing Academy ausgetragen. 36 Athletinnen in 12 Booten nahmen teil.
Das Elliott-6-m-Boot ersetzte das 2004 und 2008 eingesetzte Yngling als 3-Personen-Kielboot.
Der Wettbewerb wurde als Match Race durchgeführt. Zuerst trat jedes Boot gegen jedes andere an. Jeder Sieg gab einen Punkt. Bei Punktgleichstand entschied der direkte Vergleich über die Platzierung. Die acht besten Boote kamen ins Viertelfinale, das im Best of Five-Modus ausgetragen wurde, d. h. das Boot das zuerst drei Siege einfuhr, kam eine Runde weiter. Auch das Halbfinale, das Rennen um die Bronzemedaille und das Finale wurden in diesem Modus ausgetragen. Die Verlierer des Viertelfinales segelten die Platzierungen von Platz 5 bis 8 aus.

## Titelverteidiger
| Olympiasieger | Vereinigtes Königreich Sarah Ayton Sarah Webb Pippa Wilson | Peking 2008 unter der Bezeichnung Yngling |

## Crewmitglieder
| Nation                 | Crew                                                       |
| Australien             | Olivia Price, Nina Curtis, Lucinda Whitty                  |
| Dänemark               | Lotte Meldegaard Pedersen, Susanne Boidin, Tina Gramkov    |
| Finnland               | Silja Lehtinen, Silja Kanerva, Mikaela Wulff               |
| Frankreich             | Claire Leroy, Élodie Bertrand, Marie Riou                  |
| Neuseeland             | Stephanie Hazard, Jenna Hansen, Susannah Pyatt             |
| Niederlande            | Renee Groenveld, Annemieke Bes, Marcelien de Koning        |
| Portugal               | Rita Gonçalves, Mariana Lobato, Diana Neves                |
| Russland               | Ekaterina Skudina, Elena Oblowa, Elena Sjuzewa             |
| Schweden               | Anna Kjellberg, Malin Källström, Lotta Harrysson           |
| Spanien                | Támara Echegoyen, Ángela Pumariega, Sofía Toro             |
| Vereinigte Staaten     | Anna Tunnicliffe, Deborah Capozzi, Molly O’Bryan Vandemoer |
| Vereinigtes Königreich | Lucy MacGregor, Annie Lush, Kate MacGregor                 |

## Match Race
29. Juli bis 4. August 2012

### Ergebnisse
| Team                   | Australien | Dänemark | Finnland | Frankreich | Vereinigtes Königreich | Niederlande | Neuseeland | Portugal | Russland | Spanien | Schweden | Vereinigte Staaten |
| ---------------------- | ---------- | -------- | -------- | ---------- | ---------------------- | ----------- | ---------- | -------- | -------- | ------- | -------- | ------------------ |
| Australien             | —          | 1—0      | 1—0      | 1—0        | 1—0                    | 1—0         | 1—0        | 1—0      | 1—−1     | 1—0     | 1—0      | 1—0                |
| Dänemark               | 0—1        | —        | 0—1      | 0—1 DNF    | 0—1                    | 1—0         | 0—1        | 1—0      | 0—1      | 0—1     | 1—0      | 0—1                |
| Finnland               | 0—1        | 1—0      | —        | 1—0        | 0—1                    | 0—1         | 1—0        | 1—0      | 0—1      | 1—0     | 1—0      | 0—1                |
| Frankreich             | 0—1        | 1—0      | 0—1      | —          | 0—1                    | 1—0         | 1—0        | 1—0      | 1—0      | 0—1     | 1—0      | 0—1                |
| Vereinigtes Königreich | 0—1        | 1—0      | 1—0      | 1—0        | —                      | 0—1         | 0—1        | 1—0      | 0—1      | 0—1     | 1—0      | 0—1                |
| Niederlande            | 0—1        | 0—1      | 1—0      | 0—1 DSQ    | 1—0                    | —           | 1—0        | 1—0      | 0—1      | 0—1 DNF | 0—1      | 0—1                |
| Neuseeland             | 0—1        | 1—0      | 0—1      | 0—1        | 1—0                    | 0—1         | —          | 1—0      | 0—1      | 0—1     | 1—0      | 0—1                |
| Portugal               | 0—1        | 0—1      | 0—1 DNF  | 0—1        | 0—1 DNF                | 0—1 DNF     | 0—1        | —        | 0—1      | 0—1     | 1—0      | 0—1                |
| Russland               | 1—1        | 1—0      | 1—0      | 0—1        | 1—0                    | 1—0         | 1—0        | 1—0      | —        | 1—0     | 1—0      | 1—0                |
| Spanien                | 0—1        | 1—0      | 0—1      | 1—0        | 1—0                    | 1—0         | 1—0        | 1—0      | 0—1      | —       | 1—0      | 1—0                |
| Schweden               | 0—1        | 0—1      | 0—1      | 0—1        | 0—1                    | 1—0         | 0—1        | 0—1      | 0—1      | 0—1     | —        | 0—1                |
| Vereinigte Staaten     | 0—1        | 1—0      | 1—0      | 1—0        | 1—0                    | 1—0         | 1—0        | 1—0      | 0—1      | 0—1     | 1—0      | —                  |

### Tabelle
| Boot                   | Rennen | Siege | Niederlagen | Punkte |
| ---------------------- | ------ | ----- | ----------- | ------ |
| Australien             | 11     | 11    | 0           | 11     |
| Russland               | 11     | 9     | 2           | 9      |
| Spanien                | 11     | 8     | 3           | 8      |
| Vereinigte Staaten     | 11     | 8     | 3           | 8      |
| Finnland               | 11     | 6     | 5           | 6      |
| Frankreich             | 11     | 6     | 5           | 6      |
| Vereinigtes Königreich | 11     | 5     | 6           | 5      |
| Niederlande            | 11     | 4     | 7           | 4      |
| Neuseeland             | 11     | 4     | 7           | 4      |
| Dänemark               | 11     | 3     | 8           | 3      |
| Portugal               | 11     | 1     | 10          | 1      |
| Schweden               | 11     | 1     | 10          | 1      |

Anmerkung: Die für das Viertelfinale qualifizierten Boote sind hellgrün unterlegt.

Zwischen Spanien und den USA gab der direkte Vergleich (Sieg Spanien) den Ausschlag. Spanien belegte Platz 3, die USA Platz 4.

Auch zwischen Niederlande und Neuseeland (Sieg Niederlande) und zwischen Portugal und Schweden (Sieg Portugal) musste der direkte Vergleich die Entscheidung bringen.

## Viertelfinale
7./8. August 2012
| Boot 1                 | Ergebnis | Boot 2             |
| ---------------------- | -------- | ------------------ |
| Niederlande            | 1 - 3    | Australien         |
| Finnland               | 3 - 1    | Vereinigte Staaten |
| Frankreich             | 0 - 3    | Spanien            |
| Vereinigtes Königreich | 2 - 3    | Russland           |

## Platzierungsrennen
Die Platzierungsrennen um die Plätze 5 bis 8, die am 9. August ausgetragen werden sollten, mussten wegen schwachen Windes abgesagt werden. Zur Ermittlung der Platzierungen wurden die Ergebnisse des Match Races herangezogen.
| Platz | Boot                   |
| ----- | ---------------------- |
| 5     | Vereinigte Staaten     |
| 6     | Frankreich             |
| 7     | Vereinigtes Königreich |
| 8     | Niederlande            |

## Halbfinale
10. August 2012
Wegen schwachen Windes wurde das Halbfinale im „Best-of-Two“-Modus ausgetragen, d. h. das Boot, das zuerst zwei Siege einfahren konnte, kam ins Finale.
| Boot 1     | Ergebnis | Boot 2   |
| ---------- | -------- | -------- |
| Australien | 2 - 1    | Finnland |
| Spanien    | 2 - 1    | Russland |

## Regatta um Bronze
11. August 2012, 13:00 Uhr MESZ
| Boot 1   | Ergebnis | Boot 2   |
| -------- | -------- | -------- |
| Finnland | 3 - 1    | Russland |

## Finale
11. August 2012, 14:05 Uhr MESZ
| Boot 1     | Ergebnis | Boot 2  |
| ---------- | -------- | ------- |
| Australien | 2 - 3    | Spanien |

## Medaillenplätze
| Platz | Nation     | Crew                                           |
| ----- | ---------- | ---------------------------------------------- |
| 01    | Spanien    | Támara Echegoyen, Ángela Pumariega, Sofía Toro |
| 02    | Australien | Olivia Price, Nina Curtis, Lucinda Whitty      |
| 03    | Finnland   | Silja Lehtinen, Silja Kanerva, Mikaela Wulff   |